# Castell'Azzara
Castell'Azzara är en ort och kommun i provinsen Grosseto i regionen Toscana i Italien. Kommunen hade 1 408 invånare (2018).